# Энгельберт III (граф Марка)
Энгельберт III (нем. Engelbert III. von der Mark; 1330/1333 — 21 декабря 1391) — граф фон дер Марк с 1346 года. Не следует путать его с одноимённым дядей — архиепископом Кёльна Энгельбертом III фон дер Марк.
Старший сын Адольфа II фон дер Марка и Маргариты Клевской.

## Биография
В 1354 году женился на Рихардис Юлихской, которая через 6 лет умерла. Единственный ребёнок — дочь Маргарита (ум. 1410), в 1375 году вышла замуж за Филиппа фон Фалькенштейн-Мюнценбурга (ум. 1409). Овдовев, Энгельберт III женился на Елизавете фон Шпонгейм-Крёйцнах (ум. 1417). Детей не было.
Наследовал отцу в 1346 году. Враждовал с архиепископом Кёльна Вальрамом Юлихским, но с его преемником Вильгельмом фон Геннепом заключил в 1349 году союз, направленный против графства Арнсберг.
Когда архиепископом Кёльна стал Энгельберт фон дер Марк, дядя графа, он назначил племянника маршалом герцогства Вестфалия (1366).
В 1368 году брат Энгельберта III Адольф унаследовал графство Клеве. Согласно заключенной ранее договоренности он передал Марку все земли на правом берегу Рейна, за исключением Эммериха и Хеттера.
Избранный в 1370 году архиепископом Кёльна Фридрих III фон Саарверден выл настроен враждебно по отношению к графам Марка и Клеве. Это привело к войне 1377—1381 годов, закончившейся перемирием.
Энгельберт III умер в 1391 году от чумы. Ему наследовал брат — Адольф Клевский, которому ценой уступок удалось помириться с архиепископами.